# 迈克尔·罗斯曼
迈克尔·喬治·罗斯曼（德語：Michael George Rossmann，1930年7月30日—2019年5月14日），德裔美国结构生物学家，普渡大学教授。他主要用蛋白质晶体学和冷冻电子显微术来研究普通感冒病毒的三维结构。由于罗斯曼对于蛋白质结构研究的贡献，他所首先发现的一种蛋白质结构花样被命名为罗斯曼折叠。